# Oued Fragha
Oued Fragha est une commune de la wilaya de Guelma en Algérie.

## Géographie
Ancien nom Oued Frarah, situé dans le sud de Guelma à environ 50 km, se trouve sur la route nationale RN16 dans le centre entre les wilayas de Annaba, Guelma, et Souk-Ahras.